# Grårisklit
Grårisklit er en naturtype i Natura 2000 med betegnelsen 2170 Kystklitter med gråris  i Miljøstyrelsens habitatbeskrivelser. Naturtypen findes ofte tæt blandet med andre klittyper f.eks. Havtornklit eller grønsværklit.
Den eneste karakteristiske art er gråris (Salix repens ssp. argentea) der er en en underart
af krybende pil (Salix repens ssp. repens), og danner hyppigt mellemformer til denne.
Naturtypen forekommer spredt og findes især langs Nordjyllands vestkyst og på Anholt, og findes ofte i småskalamosaik med andre klitnaturtyper. 